# Genetiskt fingeravtryck
Genetiska fingeravtryck (även kallat DNA-profil och DNA-fingeravtryck) kan användas för att identifiera individer i brottsutredningar och faderskapstest samt för att diagnostisera ärftliga sjukdomar. Ett genetiskt fingeravtryck är lika unikt som ett konventionellt fingeravtryck, men är under brottsutredningar av rättsmedicin oftast lättare att påträffa.
Vid identifiering av genetiska fingeravtryck används inte hela genomet utan bara repetitiva DNA-fragment (VNTR), varav korta fragment s.k. mikrosatelliter (STR) används i störst utsträckning.

## Procedur

### VNTR
VNTR är en förkortning av Variable Number of Tandem Repeats. Det är icke kodande sekvenser på DNA-strängen som upprepas ett stort antal gånger, vilket betyder att det är repetitiva sekvenser. Antalet upprepningar är unikt för varje individ. Detta utnyttjas vid faderskapstest och brottsutredningar. Den höga hastigheten av mutationer som sker då cellen replikeras är orsaken till att VNTR skiljer sig mellan individer. Ca 30% av genomet består av VNTR (icke kodande sekvenser).

### Mikrosatelliter (STR)
Mikrosatelliter, också kallat STR (Short Tandem Repeats),  är DNA-fragment i sekvenser av 1-6 baspar som upprepas i lång följd. Dessa repeteras ca 5-50 gånger och återfinns på omkring 1000 loci i det mänskliga DNA:t. STR har kortare sekvenser än VNTR. På grund av hög mutationshastighet och stor variation kan STR användas som mått på genetisk variation inom t.ex. populationsgenetik.